# Эйрд, Джок
Джок Рэй Эйрд (англ. John Rae Aird; 18 декабря 1926, Glencraig — 29 июня 2021, Австралия) — шотландский и новозеландский футболист, играл на позиции защитника. Участник чемпионата мира 1954 года.

## Биография

### Клубная карьера
В августе 1948 года Эйрд присоединился к клубу Первого английского дивизиона «Бернли». Эйрд играл на позиции флангового защитника, сыграв в общей сложности за семь сезонов за «бордовых» 143 матча. В сезоне 1954/55 он потерял место в основе, проиграв конкуренцию Гарольду Рудману. В 1955 году эмигрировал в Новую Зеландию, где играл за «Истерн Юнион».
Завершил карьеру в Австралии, где играл за «Хакоах Сидней Сити».

### Карьера в сборной
В составе сборной Шотландии принимал участие на чемпионате мира 1954 года, где сыграл в двух матчах группового этапа со сборными Австрии (0:1) и Уругвая (0:7). Сборная Шотландии не вышла из группы, заняв последнее место.
В 1958 году сыграл за сборную Новой Зеландии два матча против сборной Австралии (2:3, 2:2).

### Смерть
Скончался 14 июня 2021 года в возрасте 94 лет. На момент смерти он был самым старшим среди живых на тот момент игроков «Бернли».